# Royal Ballet
O Balé Real (em inglês The Royal Ballet) é a primeira e mais importante companhia de ballet do Reino Unido. Tem sua base na Royal Opera House (Casa de Ópera Real), em Covent Garden (no centro de Londres) e em Birmingham.

## Principais bailarinos
| Nome                                 | Nacionalidade  | Formação                                                                  | Outras companhias                                                        |
| ------------------------------------ | -------------- | ------------------------------------------------------------------------- | ------------------------------------------------------------------------ |
| Carlos Acosta Principal Guest Artist | Cuba           | Cuban National Ballet School                                              | English National Ballet National Ballet of Cuba Houston Ballet           |
| Leanne Benjamin                      | Austrália      | Royal Ballet School                                                       | Sadler's Wells Royal Ballet English National Ballet Deutsche Oper Ballet |
| Federico Bonelli                     | Itália         | Academia de Dança de Turim                                                | Ballet de Zurique Ballet National Holandês                               |
| Alina Cojocaru                       | Roménia        | Escola de Ballet Kiev escola do Royal Ballet                              | Ballet Kiev                                                              |
| Lauren Cuthbertson                   | Reino Unido    | Royal Ballet School                                                       |                                                                          |
| Mara Galeazzi                        | Itália         | Escola de Ballet do [[Teatro alla Scala]]                                 |                                                                          |
| Matthew Golding Artista convidado    | Canadá         | Escola de Ballet de Winnipeg Academia de Ballet Kirov Royal Ballet School | Ballet National Holandês                                                 |
| Nehemiah Kish                        | Estados Unidos | Escola do Ballet Nacional do Canadá                                       | Ballet Nacional do Canadá Ballet Real Dinamarquês                        |
| Johan Kobborg                        | Dinamarca      | Escola do Ballet Real Dinamarquês                                         | Ballet Real Dinamarquês                                                  |
| Sarah Lamb                           | Estados Unidos | Escola de Ballet de Boston                                                | Ballet de Boston                                                         |
| Roberta Marquez                      | Brasil         | Maria Olenewa State Dance School                                          | Ballet do Teatro Municipal do Rio de Janeiro                             |
| Steven McRae                         | Austrália      | Hilary Kaplan Royal Ballet School                                         |                                                                          |
| Laura Morera                         | Espanha        | Royal Ballet School                                                       |                                                                          |
| Marianela Núñez                      | Argentina      | Colón Theatre Ballet School Royal Ballet School                           |                                                                          |
| Natalia Osipova Guest Artist         | Rússia         | Moscow State Academy of Choreography                                      | Bolshoi Ballet American Ballet Theatre Mikhaylovsky Theatre              |
| Rupert Pennefather                   | Reino Unido    | Royal Ballet School The Arts Educational School, Tring Park               |                                                                          |
| Sergei Polunin Guest Artist          | Ucrânia        | Royal Ballet School                                                       |                                                                          |
| Tamara Rojo Guest Artist             | Espanha        | Victor Ullate Ballet School David Howard & Renato Paroni                  | English National Ballet                                                  |
| Thiago Soares                        | Brasil         | Centro de Dança, Rio de Janeiro                                           | Ballet do Teatro Municipal do Rio de Janeiro                             |
| Edward Watson                        | Reino Unido    | Royal Ballet School                                                       |                                                                          |
| Zenaida Yanowsky                     | França         | Anatol Yanowsky & Carmen Robles                                           | Paris Opera Ballet                                                       |
| Marcelino Sambé                      | Portugal       | Royal Ballet School                                                       | Escola Superior de Dança                                                 |
| Mayara Magri                         | Brasil         | Royal Ballet School                                                       | Petite Danse                                                             |